# Kramabeeja shrungashakha
Kramabeeja shrungashakha är en svampart som beskrevs av G.V. Rao & K.A. Reddy 1981. Kramabeeja shrungashakha ingår i släktet Kramabeeja, divisionen sporsäcksvampar och riket svampar.   Inga underarter finns listade i Catalogue of Life.